# Nagymánya
Nagymánya (szlovákul Veľká Maňa) Mánya településrésze, korábban önálló falu Szlovákiában, a Nyitrai kerületben, az Érsekújvári járásban.

## Fekvése
Érsekújvártól 22 km-re északkeletre, a Zsitva bal partján fekszik, a mai Mánya északi részét képezi.

## Története
A falut 1259-ben említik először, amikor IV. Béla király Nagymányát Tamás comesnak adja. A század végétől Csák Máté birtoka lett. 1386-tól a gazdag Forgách család birtokolta a települést, amely túlélte az 1599-től 1663-ig tartó török uralmat is.
1712-től a település a Koller család birtoka. Ez a család építtette fel a templomot, majd 1748-ban az első iskolát is.
Vályi András szerint "Nagy Mánya. Elegyes falu Bars Várm. földes Ura G. Koller Uraság, lakosai katolikusok, fekszik Verebélyhez 1 1/2 mértföldnyire, fája mind a’ két féle van, szőlö hegye termékeny, borai jók, legeljőe elég, földgye, réttye síkon fekszik, Zsitva vizén van malma, melly a’ határján keresztűl foly, keresetre könnyű módgya Komáromban, és a’ Dunán van."
Fényes Elek szerint "Mánya (Nagy), tót falu, Bars vármegyében, a Zsitva mellett: 791 kath. lak. Kath. paroch. templom. Földe jó buzát terem. Szőlője, erdeje s nagy juhtenyésztése van."
Bars vármegye monográfiájában "Nagymánya, zsitvavölgyi kisközség, 1131 róm. kath., tót lakossal. E községet, mely hajdan Galgócz várának kötelékébe tartozott, IV. Béla király András főtárnokmesternek adományozta. Később Csák Máté birtokába került, kitől Károly király elfoglalta és nejének adományozta. Azután Mária királyné birtoka lett, a ki 1386-ban Forgách Balázsnak adta. 1618-ban ez a község is behódolt a töröknek, de az 1657-iki összeirásban mint teljesen puszta község szerepel. Alig hogy lakói visszatelepedni kezdtek, 1663-ban ismét feldúlták a törökök. Úgy látszik, hogy ez idő után hosszabb ideig lakatlan volt, mert csak a XVII. században találkozunk ismét birtokosaival. Ezek voltak: a báró Malonyay, a mányai gróf Koller család, mely innen vette előnevét, gróf Bellegarde, ettől megvette báró Hirsch és ez úton jutott a mostani tulajdonos: Ehrenfeld Antal birtokába, a kinek itt nagyobb szabású kastélya van, melyet még a gróf Koller család építtetett. A mult század elején a Malonyaaknak itt agy szőlőbirtokuk és kiváló júhtenyésztésük volt. Katholikus temploma a XVII. század első felében épült, de 1762-ben megújíttatott. Ide tartoznak Alsó- és Felsőgödör és Kisvalkház puszták is. A községnek van postája, távirója és vasúti állomása."
A trianoni békeszerződésig Bars vármegye Verebélyi járásához tartozott. A falu neve bélyeggyűjtők körében is ismert, hiszen az 1938-as visszacsatolás emlékére kibocsátott bélyeg egy ívéről – ami a nagymányai postára került – lemaradt a felülnyomás és forgalomba is hozták. 1962-ben Kismányával egyesítették.

## Népessége
1880-ban 1015 lakosából 917 szlovák, 62 magyar, 20 német és 16 ismeretlen anyanyelvű; közülük 990 római katolikus, 19 izraelita, 4 evangélikus és 2 egyéb vallású.
1890-ben 1028 lakosából 967 szlovák, 43 magyar, 16 német és 2 egyéb nemzetiségű volt; 1002 római katolikus, 22 izraelita és 4 evangélikus lakta a falut.
1900-ban 1131 lakosából 1011 szlovák, 101 magyar, 16 német, 3 egyéb nemzetiségű; 1111 római katolikus, 17 izraelita, 2 evangélikus és 1 református felekezetű.
1910-ben 1304 lakosából 1206 szlovák, 84 magyar, 13 német és 1 ismeretlen nemzetiségű; közülük 1260 római katolikus, 35 izraelita és 9 református volt.
1921-ben 1326 lakosából 1295 csehszlovák és 12 magyar volt.
1930-ban 1514 lakosából 1496 csehszlovák és 13 magyar volt.
1941-ben 1698 lakosából 1614 szlovák és 75 magyar volt.
2001-ben Mánya 2108 lakosából 2075 szlovák és 17 magyar volt.
| 1910 | 1 304 |
| 2001 | 2 108 |

## Filatélia
A magyar filatélia egyik legendásan ritka és értékes bélyege köthető a településhez az úgynevezett „Nagymánya-tévnyomat”. Az első bécsi döntés után felvidéki területeket csatoltak vissza Magyarországhoz így Nagymánya is magyar fennhatóság alá került. A Magyar Királyi Posta bélyegekiadással emlékezett meg a „hazatérésről”. A döntést követően rövid idő állt rendelkezésre, ezért egy már meglévő bélyegrajz alapján, az 1938-ban kibocsátott Szent István sor két címletének eltérő, barnás színben nyomott változatát látták el vörös színnel írt „HAZATÉRÉS 19-38” felülnyomattal. 
Egy véletlen folytán azonban egy 70 filléres bélyegívről lemaradt a felülnyomás. Ez az ív a nagymányai postahivatalba került, ahol a helyi postamester elkezdte forgalomba hozni a tévnyomatokat. Került belőlük levelekre és csomagokra is egyaránt. A hibát azonban észrevették és a Magyar Királyi Posta visszavonta a megmaradt 38 példányt. Ezekből a mai napig 24 darabot a Bélyegmúzeumban őriznek, de a forgalomba került és időnként felbukkanó eladásra kínált bélyegek jelentős összegért cserélnek gazdát.